# Rubus conjungens
Rubus conjungens är en rosväxtart som först beskrevs av Charles Cardale Babington, och fick sitt nu gällande namn av William Charles Richard Watson. Rubus conjungens ingår i släktet rubusar, och familjen rosväxter. Inga underarter finns listade i Catalogue of Life.